# Zosterius
Zosterius is een kevergeslacht uit de familie van de boktorren (Cerambycidae). De wetenschappelijke naam van het geslacht werd voor het eerst geldig gepubliceerd in 1864 door Thomson.

## Soorten
Zosterius is monotypisch en omvat slechts de volgende soort:
- Zosterius laetus Thomson, 1864